# Cal Pere Vedell
Cal Pere Vedell és una masia del poble de Bigues, en el terme municipal de Bigues i Riells, a la comarca catalana del Vallès Oriental.
Es troba en el sector central del terme, a migdia del Rieral de Bigues. És a la dreta del Tenes, a ponent i a l'altra banda del riu del Polígon Industrial Can Barri. És a migdia del Flix i al nord-est del Molí Sec. És al costat de ponent de Can Taberner, masia més gran amb la qual comparteix una part de les parets mestres.
Està inclosa en el Catàleg de masies i cases rurals de Bigues i Riells.